# Бреверн, Александр Иванович
Александр Иванович Бреверн (нем. Alexander Johann von Brevern; 1801—1850) — российский генерал-майор.

## Биография
Происходил из дворянского рода Бреверн; родился в имении Ягговаль, в Ревельском уезде Эстляндской губернии.
В службу вступил 19 февраля 1816 года, юнкером в лейб-гвардии Конный полк; корнет — с 2.03.1817; поручик — с 14.08.1819; штабс-ротмистр — с 19.02.1823; ротмистр — с 10.06.1825 года. Во время выступления декабристов, 14 декабря 1825 года, находился в составе войск гвардии, собранных на Исаакиевской и Дворцовой площадях против мятежников.
Участвовал в русско-турецкой войне и польской компании 1831 года. В период с 11 августа 1829 по 11 апреля 1830 служил в Павлоградском гусарском полку.
Был переведён из гвардии за нахождение в свидетелях при тайном браке в ночь с 30 июня на 1 июля 1829 кавалергардского штабс-ротмистра графа Павла Карловича Ферзена с графиней Ольгой Павловной Строгановой. Затем был возвращён в лейб-гвардии Конный полк.
20 января 1833 года был произведён в полковники; с 6 декабря 1835 года — флигель-адъютант императорской свиты.
В феврале 1837 года был презусом комиссии военного суда над поручиком Кавалергардского полка бароном Дантесом, Пушкиным и Данзасом.
С 1839 года командовал Финляндским драгунским полком. 5 декабря 1841 года был награждён орденом Святого Георгия 4-й степени за 25 лет службы в офицерских чинах.
11 апреля 1843 года произведён в генерал-майоры . В 1845—1848 годах — командир лейб-гвардии Гродненского гусарского полка; затем — командир 2-й бригады 2-й лёгкой гвардейской кавалерийской дивизии.
Уволен по болезни (душевное расстройство) с пенсионом полного жалованья 28 мая 1849 года.
Действительный член Русского географического общества с 19 сентября (1 октября) 1845 года.
Умер в Санкт-Петербурге 16 (28) декабря 1850 года.

## Семья

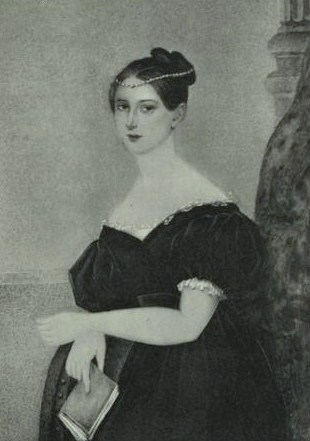
Мария Петровна фон Бреверн, жена

В 1834 году женился на Марии Петровне Есиповой (ум. после 1860), дочери полковника Петра Алексеевича Есипова и Веры Яковлевны Мерлиной.

## Награды
- Орден Святого Владимира 4-й степени (6 января 1826)
- Польский знак отличия за военное достоинство 4-й степени (1832)
- Орден Святого Станислава 3-й степени (6 декабря 1833)[4]
- Орден Святого Станислава 2-й степени[5]
- Знак отличия за XX лет беспорочной службы[5] (22 августа 1839)[6]
- Орден Святой Анны 2-й степени с императорской короной[5] (11 сентября 1839)[6]
- Орден Святого Георгия 4-й степени за 25 лет выслуги в офицерских чинах (5 декабря 1841)[5]
- Орден Святого Владимира 3-й степени (1842)[5]
- Медаль «За турецкую войну» (1829)
- Медаль «За взятие приступом Варшавы» (1832)